# 白鬼笔
白鬼笔（学名：Phallus impudicus），又名竹下菌、无裙竹荪，是一种广泛分布於北美洲、欧洲和中国的真菌，从夏季到深秋在富有粗木质残体的林地和园中群生或单生，是一种食用蕈类。白鬼笔会散发恶臭的气味，白色蕈柄较高，顶部是覆有暗绿色黏液的圆锥形蕈伞，而这些产孢组织中的孢子是靠被腐肉气味吸引来的昆虫传播的。其恶臭的气味和成熟时典型的短粗毛笔外形，使人们很容易辨识出白鬼笔。虽然白鬼笔的气味很难闻且鬼笔属的其它生物多数为剧毒，但其并不是毒蕈。白鬼笔的菌柄、菌托可入药，同时在在法国和德国的部分地区也是一种常见的食用菌，不过食用时需去除菌盖和菌托，留下菌柄食用。包括命名人林奈在内的很多人认为其外形像阴茎，因此在17世纪的英国，白鬼笔有很多诨号。

## 命名
白鬼笔的种加词impudicus源自拉丁语，意为“无耻的”、“放肆的”、“淫荡的”，与属名连起来，学名的意思就是“放肆的菲勒斯”，或者译为“淫鬼笔”。

## 分布
白鬼笔在北美洲、欧洲和中国的大部分地区都可见到，在哥斯达黎加、冰岛、印度、坦桑尼亚和澳大利亚东南部也有生长。在北美洲密西西比西部，白鬼笔生长非常普遍，而在东部则是雷氏鬼笔（Phallus ravenelii）生长更为普遍。白鬼笔常生於朽木，而在夏季至秋末的落叶林中也极为常见，不过有时在针叶林或是在公园和花园的草坪中也可以发现白鬼笔。白鬼笔可能会与某些特定的树种形成菌根共生关系。

## 特征

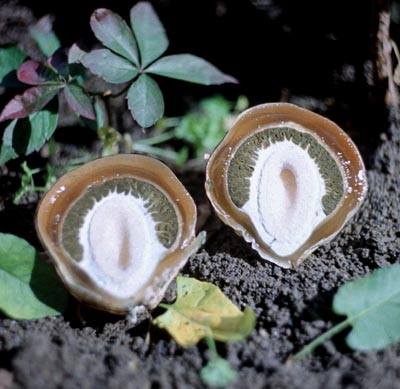
切开的幼时子实体

子实体幼时苍白柔软卵球形，有弹性，长轴4－6 cm，短轴3－5 cm，其外是一层厚实的苍白色包被，成熟後，包被遗留在柄基部，形成菌托；包被中是暗绿色的胶状产孢组织，这些胶状产孢组织在成熟後就会产生吸引苍蝇的恶臭黏稠孢子液；胶状产孢组织层内是绿色物质，最终会发展成菌盖；最内层是白色结构，称为孢托，质地较硬，海绵状结构，中心为空心。在1－2日内，幼小的卵球状子实体就可以冲破包被，抽出菌柄，发育成白鬼笔的成熟子实体。
菌体成熟後10－25 cm高，基部菌托及圆筒状菌柄白色，海绵状，中空，直径2－5 cm，钟形菌盖暗绿色，密布有深网格，高2－5 cm，直径约4 cm，上覆有具恶臭的暗绿色黏稠孢子液；菌盖顶部平，白色，有通孔。
白鬼笔孢子为椭圆形，表面平滑，无色或稍着色，长轴2.8－5 μm，短轴1.5－2.5 μm。

## 孢子传播

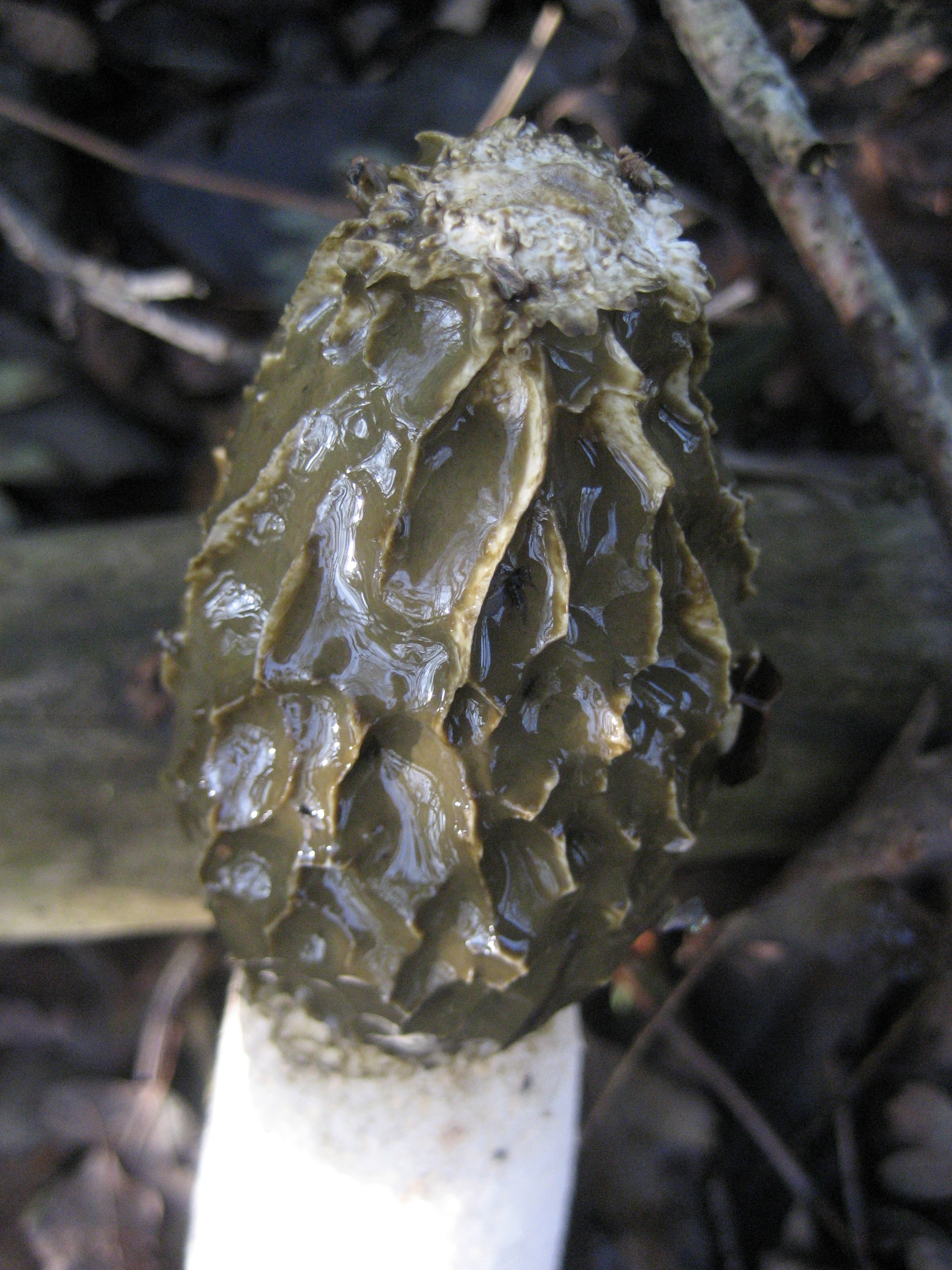
覆满黏稠孢子液的白鬼笔蕈伞

大多数蕈类的繁殖方式是向空气中散播孢子，而白鬼笔的孢子传播方式与大多数伞菌是完全不同的。白鬼笔会产生刺鼻且腐败的黏稠孢子液来吸引苍蝇和其他昆虫，而这对於它们来说则是甜腻的。产孢组织中具有臭味的化学物质包括甲基硫醇、硫化氫、芳樟醇、反式-罗勒烯以及苯乙醛。在森林中，这种腐臭味道可以传播得很远。人们如果靠近白鬼笔就会觉得这种腐臭难以忍受。苍蝇落到菌盖的产孢组织上，腿上就会沾满孢子，然後它们飞到其他地区，就完成了孢子的传播。一项在奥地利进行的研究表明，红头丽蝇（Calliphora vicina）、叉叶绿蝇（Lucilia caesar）、壶绿蝇（Lucilia ampullacea）和Dryomyza analis等麗蠅在离开白鬼笔的子实体不久後会以黏土为食，它们排出的液体粪便悬浮有高浓度的孢子。研究也表明某些甲虫（Oecoptoma thoracica、Meligethes viridescena）也会被白鬼笔吸引，但是它们在孢子传播中所起的作用就没有那么大了，因为它们往往主要是为食用子实体上的菌丝组织。
白鬼笔孢子散尽後，黏液就会消失，密布有深网格的表面就会有些泛黃并完全暴露。此变化过程与羊肚菌（Morchella esculenta）相似，因此在此階段人们容易将这两种真菌弄混，而且白鬼笔确实也被当作羊肚菌的代替品，如法国称其为“假羊肚菌”（fausse morille），而德语称其为“臭羊肚菌”（Stinkmorchel）。
白鬼笔与獾（Meles meles）的洞穴也可能有生态联系。子实体通常聚集在距獾洞口24－39 m的区域；獾洞中通常也藏匿有一定量的獾的尸体，这是因为洞中幼獾的死亡率往往很高。白鬼笔大量聚集的子实体会将麗蠅吸引到獾洞，而附近的獾尸体会引诱它们产卵，因为丽蝇属（Calliphora）和绿蝇属（Lucilla）会在腐肉上繁殖。这样就确保了尸体能被更快地被清除，也就减少了一项潜在的疾病来源。由于产孢组织有通便作用，食用了产孢组织的麗蠅就会在离子实体较近的地点排出孢子，这就确保了白鬼笔持续地、高密度地产生。

## 用途

### 食用

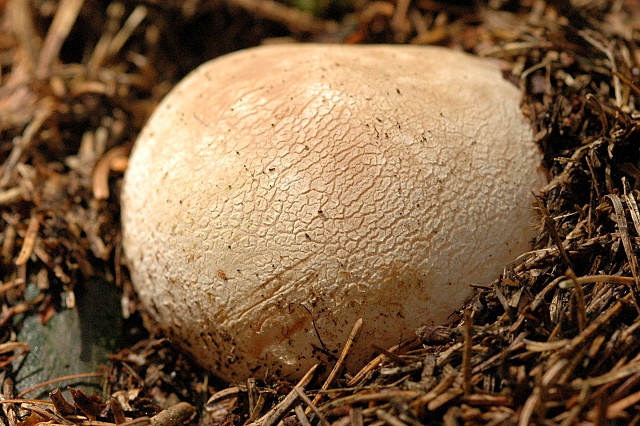
幼时子实体

白鬼笔的卵球形子实体最内层的白色孢托可以用刀取出生食，口感松脆，有清新的小萝卜味道。在法国和德国的一些地区，白鬼笔很受欢迎，超市里会有新鲜或者腌制的白鬼笔销售，同时白鬼笔也会用於制作香腸。

### 药用
静脉血栓是乳腺癌患者的普遍死因，而复发病人主要依靠抗凝血剂维持生命。近期研究表明白鬼笔的提取物可通过降低血小板聚集的发生率来减少这种状况，因此有作为辅助预防营养品的潜力。
白鬼笔可活血止痛，治风湿，而且白鬼笔的发酵物经处理可用於治疗癌症。
中世纪时，白鬼笔用於治疗痛风，并作为激发性欲药食用。

#### 中药
白鬼笔另可作为中药用，用它的菌柄、菌托和子实体入药。药性为甘，淡，性温，有活血止痛，祛风除湿的功效，可用于治疗风湿痛。